# MOWAG
Mowag (a veces denominada MOWAG) es una compañía suiza que desarrolla, diseña y produce vehículos de uso militar tanto en versiones terrestres como anfibias. Estos vehículos tienen pesos que van desde las 9 toneladas a las 30. Más de 12,000 vehículos blindados del tipo Piranha, Eagle, Duro están operativos en un amplio número de fuerzas armadas alrededor del mundo. La compañía fue adquirida por la estadounidense General Dynamics que pasó a denominarse General Dynamics European Land Systems-Mowag GmbH.

## Productos actuales

### Mowag Piranha

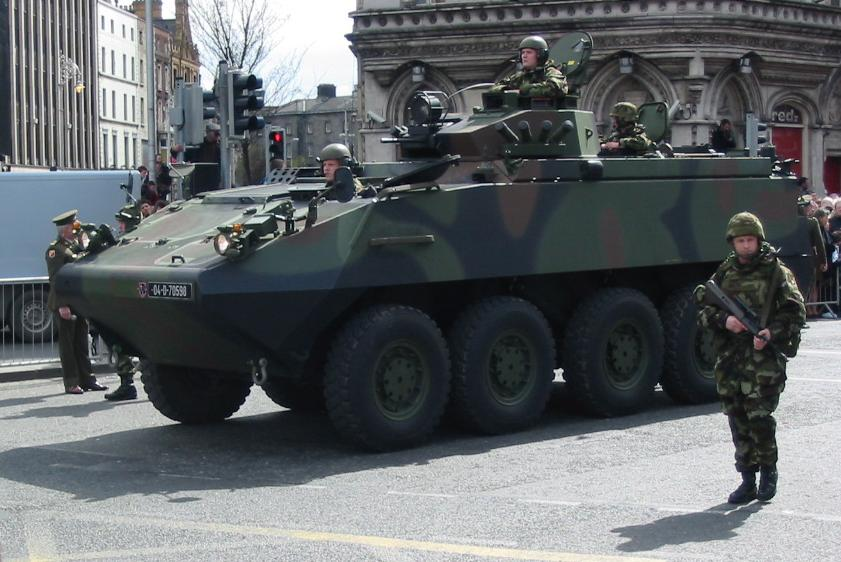
Piranha IIIH.

El Mowag Piranha es una familia de vehículos blindados, multirol que están diseñados para adaptarse a diferentes escenarios, manteniendo a un alto nivel de protección, movilidad y volumen interno. Desde que fue concebido en los años setenta, fueron creadas diferentes versiones como la 4x4, 6x6, 8x8 y 10x10, y actualmente más de 6,500 vehículos han sido producidos y están todavía operativos.
Otros 1,700 Piranha ya han sido seleccionados, pedidos y están siendo producidos en Canadá, Estados Unidos y Suiza. El vehículo base, el Piranha III, permite un gran número de usos y sistemas de armas como se espera de un vehículo moderno y multirol, que se adapta tanto ha cualquier campo de batalla como a misiones de paz por todo el mundo. Por otra parte, el Piranha IV 8x8 también ofrece mayor carga explosiva, protección balística modular, mayor resistencia a minas y ofrece un incremento en la movilidad con un sistema de suspensión hidroneumática cuya altura es ajustable. El Stryker estadounidense es una versión modificada del LAV III canadiense, que a su vez está basado en el Mowag Piranha IIIH 8x8.
Una nueva versión, el Piranha V fue anunciada en 2010, y actualmente está en desarrollo.

### Mowag Eagle

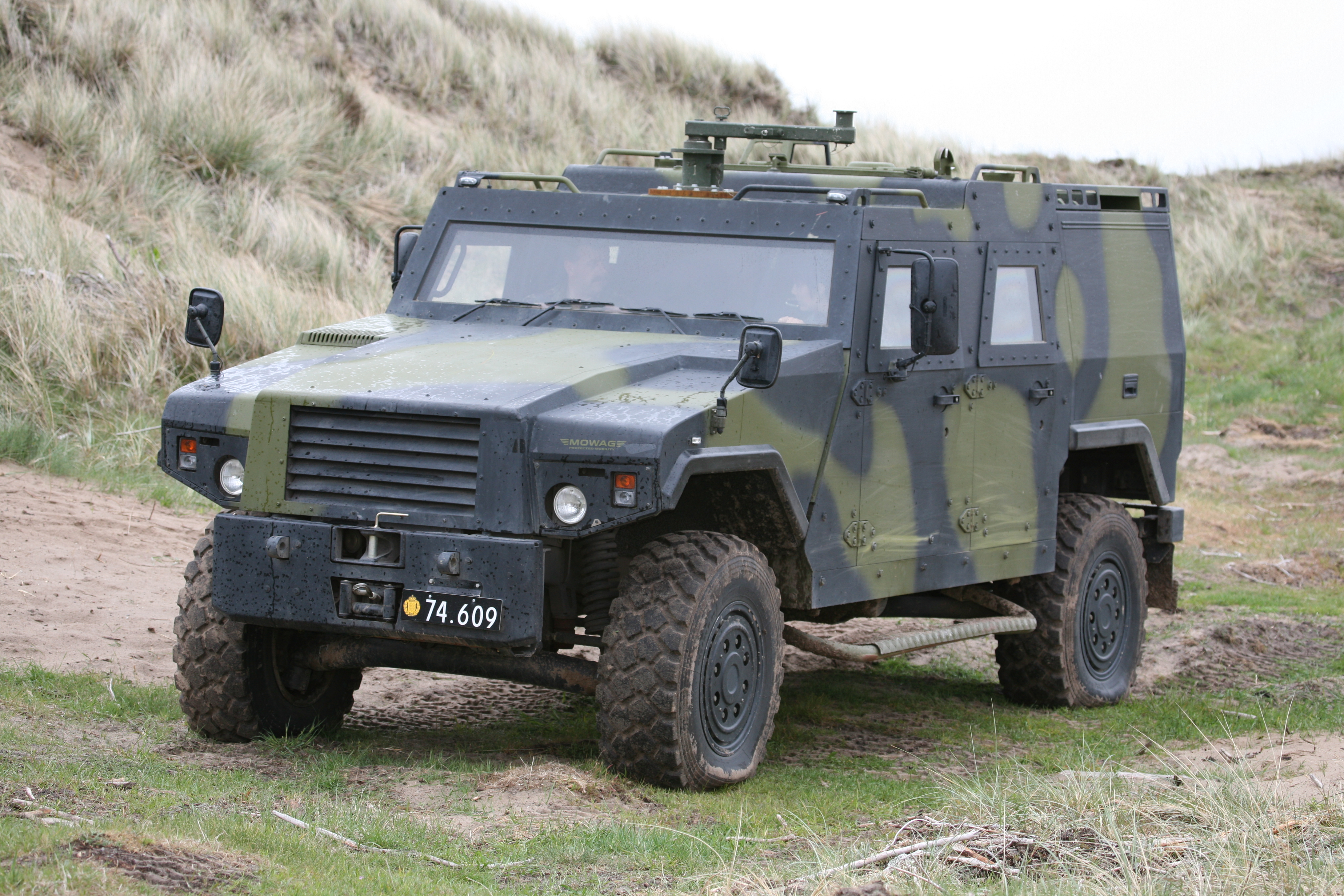
MOWAG Eagle IV.

El Mowag Eagle es una vehículo táctico ligero blindado similar al HMMWV estadounidense. Está diseñado entre otras cosas para cumplir con los roles de comando, reconocimiento, logística y policía militar. Puede albergar hasta seis soldados manteniendo un buen sistema de comunicaciones y equipamiento para suplir los requerimientos de la misión. Un total de 365 Eagle 4x4 de reconocimiento y 120 de artillería han sido construidos en los últimos ocho años y siguen en servicio en los ejércitos danés y suizo.
La nueva versión, el Eagle IV, basado en el DURO, cumple las funciones de reconocimiento, comunicaciones y observación, al igual que para misiones de la ONU y control de fronteras. Este nuevo desarrollo basado en el chasis del DURO se distingue de anteriores versiones ya que puede llevar más carga en un vehículo más ligero (GVW), sin perder eficacia contra armas balísticas y minas, además de una movilidad excepcional en y fuera de carretera. Debido a la similitud con la familia de vehículos DURO, los costes de mantenimiento y entrenamiento pueden mantenerse bajos en misiones que requieran un número aceptable de estos vehículos. Esta nueva versión fue anunciada el 14 de junio de 2010.

### Mowag DURO

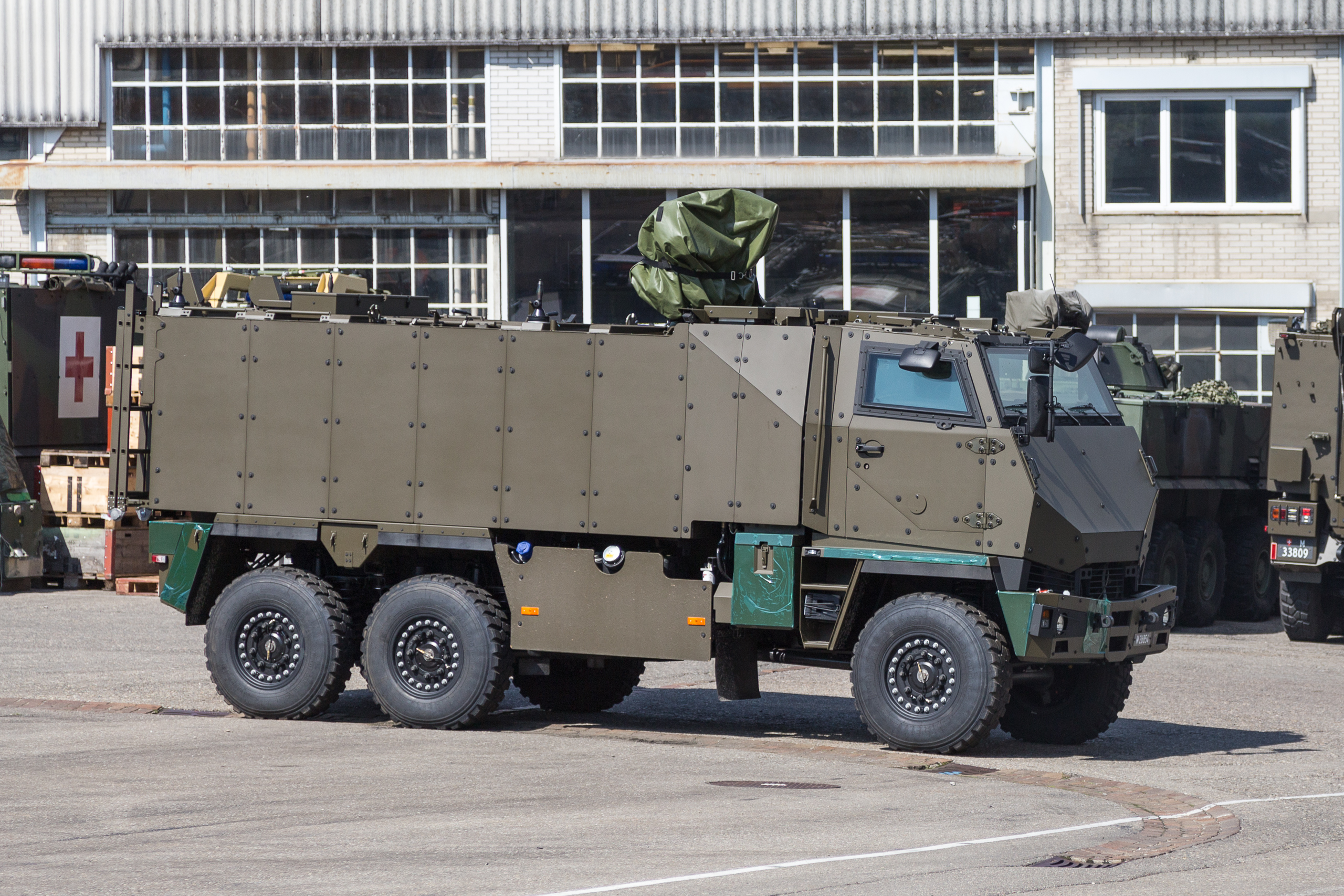
MOWAG Duro IIIP.

El Mowag Duro  es un vehículo de transporte táctico de alta movilidad. La denominación DURO proviene de "DUrable and RObust" (DUradero y RObusto). Inicialmente desarrollado en Suiza por Bucher-Guyer AG en Niederweningen, empezó las producción de estos camiones en 1976. El primer pedido lo realizaron las Fuerzas Armadas Suizas, para 3,000 vehículos que llegaron en 1994. Cerca de 4,000 en las versiones 4x4 y 6x6 están actualmente en servicio por todo el mundo. Los principales compradores son Suiza, Alemania, Venezuela, Reino Unido y Malasia. Además son utilizados por otros países en menor número para operaciones especiales. La última versión son el DURO II y el DURO III. 
Alemania pidió el DURO IIIP 6x6 en la versión protegida contra balísticos y minas, denominada localmente Rheinmetall YAK y construida por Rheinmetall. El Yak es un vehículo de transporte blindado contra minas producido por dicha empresa basado en el DURO IIIP. El Heer los usa para la policía militar (Feldjäger), contra explosivos, y ambulancia.